# Siliciu
Siliciul este un element chimic cu simbolul chimic Si și numărul atomic 14. Este un element metaloid tetravalent și semiconductor, cristalin, solid, cu luciu metalic albastru-gri. Face parte din grupa 14 a tabelului periodic, aflându-se sub carbon și deasupra elementelor germaniu, staniu, plumb și fleroviu. Este un element relativ nereactiv. 

## Istoric
Siliciul a fost prima dată identificat de Jöns Jakob Berzelius în anul 1823.

## Proprietăți

### Proprietăți fizice
- Simbol chimic: Si
- Număr atomic: 14
- Masă atomică: 28.08 g/mol
- Densitate, (la 20 °C): 2,33  g/cm3 , (puțin inferioară titanului)
- Electronegativitate (pe scala Pauling): 1.9
- Punct de topire: 1.414 °C
- Punct de fierbere: 3.265 °C
- Stare: solidă
- Culoare: gri deschis

## Compuși
Siliciul este puțin reactiv. Acesta arde in oxigen la 600oC: Si+O2→SiO2.
Dintre halogeni, Si se combină la temperatura camerei numai cu F. Cu Cl și Br reacționează la 500oC formând tetrahalogenurile respective: Si+2F2 →SiF4, Si+2Cl2 →SiCl4.
La încălzire, Si reacționează lent cu vaporii de apă la temperatura de 800 oC: Si+2H2O→SiO2+2H2↑. 
Este rezistent față de acizi, cu excepția acidului fluorhidric (HF), dar reacționeaza la cald cu hidroxizii alcalini formând silicați și degajând hidrogen.

## Răspândire
Siliciul este foarte răspândit în natură, însă nu în stare liberă, deși masa sa alcătuiește 27,5 % din cea a scoarței Pământului prin constituția silicată sub forma silicei (dioxidului de siliciu) și silicați cum ar fi mica, feldspatul, ș.a. Este al doilea element ca răspândire pe Pământ, după oxigen.
Cuarțul este forma cristalină stabilă a bioxidului de siliciu, prezentându-se în stare pură sub formă de cristale incolore (cristal de stâncă), precum și varietăți colorate: ametistul—violet, citrinul—galben etc.
Siliciul se găsește în graminee, în scheletul multor animale marine (diatomee și infuzori); după moartea acestor animale, scheletele se depun pe fundul mărilor formând kiselgurul sau pământul de infuzori.

## Utilizare
Siliciul este folosit ca materie primă în construcția dispozitivelor semiconductoare și în fabricarea celulelor solare. Compușii siliciului au diverse utilizări: argila și caolinul sunt materii prime pentru fabricarea produselor ceramice și a cimentului, iar dioxidul de siliciu în fabricarea sticlei.